# Hideki Jukava
Hideki Jukava [hidéki jukáva] (japonsko 湯川 秀樹 Yukawa Hideki), japonski fizik, * 23. januar 1907, Tokio, Japonska, † 8. september 1981, Tokio.
Jukava je leta 1949 kot prvi Japonec prejel Nobelovo nagrado za fiziko »za napoved obstoja mezonov na podlagi teoretičnega dela o jedrskih silah.«